# 飛島新田
飛島新田（とびしましんでん）は、愛知県海部郡飛島村の地名（大字）である。13の字がある。また、南接して大字飛島新田番外地（以下、番外地と記す）が所在するが、当項であわせて記述する。

## 地理
飛島村の中央部に位置する。当地より別の大字が独立して編成された経緯があるため、まとまって存在せずバラバラに切り離された状態になっている。また、番外地は飛島新田から見て、川で区切られたような状態になっている。字名は、大きく梅之郷・竹之郷・元起之郷に分かれ、さらに方角・カタカナによって分けられている。東西に国道23号（名四国道）が横断し、当地を分断している恰好になっている。

### 字一覧
（配列は五十音順・読みはyahoo地図より）
- 梅之郷東ノ割（うめのごうひがしのわり）
- 梅之郷南ノ割（うめのごうみなみのわり）
- 竹之郷（たけのごう）
- 竹之郷イロノ割（たけのごういろのわり）
- 竹之郷トチノ割（たけのごうとちのわり）
- 竹之郷ハニノ割（たけのごうはにのわり）
- 竹之郷ホヘノ割（たけのごうほへのわり）
- 竹之郷ヨタレ北ノ割（たけのごうよたれきたのわり）
- 竹之郷ヨタレ南ノ割（たけのごうよたれみなみのわり）
- 竹之郷リヌノ割（たけのごうりぬのわり）
- 竹之郷ルヲノ割（たけのごうるおのわり）
- 竹之郷ワカノ割（たけのごうわかのわり）
- 元起之郷（もときのごう）

### 愛知県海部郡飛島村大字飛島新田字竹之郷ヨタレ南ノ割
当地内にかつて存在した地名。正式には「竹之郷ヨタレ南ノ割」が字名である。2015年2月23日、周囲の「竹之郷1〜8丁目」に編入され、この地名は消滅した。

### 河川
- 筏川

## 歴史
- 1707年（宝永4年） - 新田の北半分にあたる箇所が大宝前新田として、神戸分左衛門により開発されるが、のち洪水により荒廃する[1]。
- 1801年（享和元年） - 尾張国海西郡の飛島新田として成立[2]。鳥ケ地新田庄屋佐野周平・鎌島新田庄屋木村徳右衛門が発起人となり、援助者6人を加え、熱田奉行津金文左衛門の指揮により、大宝前新田の再開発に成功したものである[1]。同時に元松神社を創建する[1]。
- 1806年（文化3年） - 服岡新田が独立する[1]。
- 1872年（明治5年） - 有年学校が設置される[1]。
- 1878年（明治11年） - 有年学校が飛島学校となる[1]。
- 1880年（明治13年） - 飛島学校が大谷学校となる[1]。
- 1887年（明治20年） - 大谷学校が尋常小学飛島学校となる[1]
- 1889年（明治22年） - 飛島新田・政成新田・服岡新田が合併し、飛島村が成立[2]。各新田はそれぞれ同村の大字となる[1]。
- 1899年（明治32年） - 天台宗善光寺創建[1]。
- 1925年（大正14年） - 飛島神社創建[1]。
- 1952年（昭和27年） - 一部が大字梅之郷として独立[1]。
- 1975年（昭和50年） - 一部が大字渚と大字松之郷として独立[1]。
- 1982年（昭和57年） - 字竹之郷に村役場をはじめとする総合庁舎建設[1]。

## 世帯数と人口
2015年（平成27年）10月1日現在の世帯数と人口は以下の通りである。
| 大字     | 世帯数  | 人口  |
| -------- | ------- | ----- |
| 飛島新田 | 202世帯 | 586人 |

### 人口の変遷
国勢調査による人口の推移
| 1995年（平成7年）  | 622人 | [ WEB 8 ]  |  |
| 2000年（平成12年） | 582人 | [ WEB 9 ]  |  |
| 2005年（平成17年） | 564人 | [ WEB 10 ] |  |
| 2010年（平成22年） | 587人 | [ WEB 11 ] |  |
| 2015年（平成27年） | 586人 | [ WEB 2 ]  |  |

## 交通
- 国道23号（名四国道）
- 国道302号（名古屋環状2号線）
- 愛知県道103号境政成新田蟹江線
- 愛知県道104号新政成弥富線（筏川堤防道路）

## 施設
- 愛知自動車整備専門学校
- 竹之郷神社
- 飛島温泉コーワレジャーランド（2004年廃業）
- かつては当地内に飛島村立飛島中学校が所在したが、2010年移転統合により現在はない。

## その他

### 日本郵便
- 郵便番号 : 490-1437（元起之郷）[WEB 3]（集配局：弥富郵便局[WEB 12]）。

### WEB
1. ↑  “愛知県海部郡飛島村の町丁・字一覧”.   人口統計ラボ. 2019年7月11日閲覧。
2. 1 2 3  総務省統計局 (2017年1月27日). “平成27年国勢調査の調査結果(e-Stat) - 男女別人口及び世帯数 －町丁・字等”. 2019年3月23日閲覧。
3. 1 2  “飛島新田字元起之郷の郵便番号”.  日本郵便. 2019年6月24日閲覧。
4. ↑  “市外局番の一覧”.   総務省. 2019年6月24日閲覧。
5. ↑  yahoo地図2013年8月24日閲覧。
6. ↑  yahoo地図2013年8月24日閲覧。
7. ↑  「珍名・長すぎ…地名を変えました　悩む住民が活動」朝日新聞デジタル　2015年5月4日07時58分配信[リンク切れ]
8. ↑  総務省統計局 (2014年3月28日). “平成7年国勢調査の調査結果(e-Stat) - 男女別人口及び世帯数 －町丁・字等”. 2019年3月23日閲覧。
9. ↑  総務省統計局 (2014年5月30日). “平成12年国勢調査の調査結果(e-Stat) - 男女別人口及び世帯数 －町丁・字等”. 2019年3月23日閲覧。
10. ↑  総務省統計局 (2014年6月27日). “平成17年国勢調査の調査結果(e-Stat) - 男女別人口及び世帯数 －町丁・字等”. 2019年3月23日閲覧。
11. ↑  総務省統計局 (2012年1月20日). “平成22年国勢調査の調査結果(e-Stat) - 男女別人口及び世帯数 －町丁・字等”. 2019年3月23日閲覧。
12. ↑  “郵便番号簿 2018年度版” (PDF).   日本郵便. 2019年6月10日閲覧。

### 書籍
1. 1 2 3 4 5 6 7 8 9 10 11 12 13 14  「角川日本地名大辞典」編纂委員会 1989, p. 894.
2. 1 2  有限会社平凡社地方資料センター 1981, p. 456.